# Mencheperre
Mencheperre - Boski Ojciec Pierwszy Prorok Amona Mencheperre - wielki kapłan Amona oraz król Górnego i Dolnego Egiptu.
Władzę sprawował w latach 1045-992 p.n.e. Syn wielkiego kapłana Pinodżema I i Duathathor Henuttaui II, córki Ramzesa XI, brat Psusennesa I, panującego w Tanis. Małżonką jego została bratanica, Isetemchabit III, córka Psusennesa I. W końcowych latach swego pontyfikatu w Tebach, przyjął tytuły królewskie, panując jako król Górnego i Dolnego Egiptu.
W rzeczywistości władza jego rozciągała się tylko na obszary Górnego Egiptu. 
Po śmierci Masaharty w Tebach wybuchły niepokoje, wzniecone przez przeciwników władców tanickich oraz sukcesorów rodu Herhora. Aby położyć im kres Pinodżem I powierzył władzę kapłańską swemu synowi Dżedchonsuiufanchowi, który jednak w ciągu niespełna dwóch lat rządów nie zdołał opanować sytuacji. Wobec takiego stanu rzeczy, po śmierci Dżedchonsuiufancha, Pinodżem I powierzył władzę kapłańską następnemu synowi - Mencheperre. Temu wkrótce udało się opanować sytuacje, uśmierzając bunty i gasząc ogniska wojny domowej. Swych przeciwników zesłał do oaz na Pustyni Zachodniej, po czym zgodnie z werdyktem wyroczni Amona ogłosił amnestię. Był to początek ustępstw ze strony władzy królewskiej na rzecz rodów tebańskich arcykapłanów, protestujących przeciw odbieraniu im przywilejów przez władców wywodzących się z rodu Herhora, a więc mających libijski rodowód.
W czasie jego rządów władzę równocześnie sprawowali:
- Pinodżem I - jako król Górnego i Dolnego Egiptu w Tebach
- Psusennes I - jako król Górnego i Dolnego Egiptu w Tanis
- Amenemnesu - w Tanis
- Amenemope - w Tanis

## Tytulatura
| M23 · X1 | L2 · X1 |

| M23 · X1 | L2 · X1 |

| R8 | U36 | D1 · Z1 · N35 | M17 | Y5 · N35 |

| R8 | U36 | D1 · Z1 · N35 | M17 | Y5 · N35 |

| R8 | U36 | D1 · Z1 · N35 | M17 | Y5 · N35 |

| R8 | U36 | D1 · Z1 · N35 | M17 | Y5 · N35 |

| M23 · X1 | L2 · X1 |

| M23 · X1 | L2 · X1 |

| R8 | U36 | D1 · Z1 · N35 | M17 | Y5 · N35 |

| R8 | U36 | D1 · Z1 · N35 | M17 | Y5 · N35 |

| R8 | U36 | D1 · Z1 · N35 | M17 | Y5 · N35 |

| R8 | U36 | D1 · Z1 · N35 | M17 | Y5 · N35 |

| G39 | N5 |

| G39 | N5 |

| N5 · Y5 | L1 |

| N5 · Y5 | L1 |

| N5 · Y5 | L1 |

| N5 · Y5 | L1 |

| G39 | N5 |

| G39 | N5 |

| N5 · Y5 | L1 |

| N5 · Y5 | L1 |

| N5 · Y5 | L1 |

| N5 · Y5 | L1 |